# Geraldine Gill
 (juillet 2019).
Si vous disposez d'ouvrages ou d'articles de référence ou si vous connaissez des sites web de qualité traitant du thème abordé ici, merci de compléter l'article en donnant les références utiles à sa vérifiabilité et en les liant à la section « Notes et références ».
Pour les articles homonymes, voir Gill.
Geraldine Gill, née le 25 septembre 1975, est une coureuse cycliste irlandaise.

## Palmarès sur route
- 1997
  - 3e du TQ Paper 2 Day
- 1999
  -  Championne d'Irlande sur route
  -  Championne d'Irlande du contre-la-montre
- 2000
  -  Championne d'Irlande sur route
  - 3e de la Fleche Gasconne
  - 26e de la course en ligne aux championnats du monde
- 2001
  -  Championne d'Irlande sur route
- 2002
  -  Championne d'Irlande du contre-la-montre
  -  Championne d'Irlande sur route
- 2003
  -  Championne d'Irlande sur route
  - 3e du GP Les Forges